# Medea (Ovidio)
Medea è una tragedia perduta del poeta latino Publio Ovidio Nasone, scritta probabilmente nel I secolo a.C. nel periodo della sua giovinezza. Essa si basa sull'omonima tragedia di Euripide e sul riadattamento latino di Quinto Ennio.

## Trama
La trama riprendeva, probabilmente, le tragedie omonime di Euripide ed Ennio, dove Medea cerca di vendicarsi di Giasone che l'ha abbandonata per sposare la figlia del re di Corinto, uccidendo sia la sposa e suo padre, sia i figli avuti con l'eroe del vello d'oro. Forse, contrariamente a quanto si desume dall'Ars Poetica di Orazio, metteva in scena le crude scene dell'infanticidio, in linea con la predilezione del macabro riscontrabile in Ovidio.
I due unici frammenti rimasti si trovano nell'Institutio Oratoria di Quintiliano e nell'opera retorica di Seneca il Vecchio. Nel primo, di Quintiliano, Medea è all'inizio della scena del primo dialogo con Giasone:
(Dalla Medea)
Il secondo verso, citato nell'opera di Seneca il Vecchio  è di difficile ubicazione, ma è certamente della tragedia, stante il metro coriambico che rinvierebbe a un dialogo lirico tra la maga e il Coroː
(Dalla Medea)
Quest'ultimo verso rimanda alla caratterizzazione che il poeta di Sulmona aveva già dato nei vv. 7–424 del VII libro delle Metamorfosi, con una Medea presentata vista come un personaggio pieno di contraddizioni, oscillante fra ratio e furor, con una caratterizzazione già presente nella lettera 12 delle Heroides. 